# AC/DC
AC/DC és un grup australià de rock dur que va sorgir l'any 1973, creat pels germans d'origen escocès Malcolm i Angus Young. El nom del grup fou idea de la germana de Malcolm i Angus que va veure'l escrit en una màquina de cosir. Les sigles AC/DC signifiquen ‘Alternating Current/Direct Current’, una indicació habitual en els adaptadors de corrent elèctric de nombrosos aparells domèstics. Després d'algunes variacions AC/DC va quedar format per Angus i Malcolm a les guitarres, Mark Evans al baix, Phil Rudd a la bateria i Bon Scott de vocalista, que en morir el 1980 va ser substituït per Brian Johnson, que posteriorment va ser substituït temporalment per Axl Rose.
Encara que van arribar a la Gran Bretanya en ple auge del punk rock, en poc temps van obtenir una enorme acceptació del públic. L'àlbum Back in Black (1980) va aconseguir el primer lloc en la llista dels discos més venuts del país i els va catapultar als Estats Units. En la segona meitat de la dècada de 1980, una sèrie d'esdeveniments personals van fer creure que el grup ja havia passat els seus millors moments, encara que els seus discos es van mantenir en les llistes d'èxits fins a la dècada de 1990. El 1993, el senzill Big Gun, que van utilitzar per a la banda sonora de la pel·lícula L'últim gran heroi, de John McTiernan i interpretada per Arnold Schwarzenegger, va arribar de nou a les llistes dels més venuts a la Gran Bretanya. El 1995, van gravar el disc Ballbreaker i en el 2000 van llançar Stiff Upper Lip, en el qual proclamen la seva fidelitat al rock més rebel.
Han venut més de 150 milions d'àlbums en tot el món (hi ha fonts que quantifiquen en fins a 200 milions els àlbums venuts pel grup), i uns 68 milions han estat venuts en els Estats Units. Back in Black ha venut aproximadament 42 milions d'unitats a tot el món i 22 milions només als Estats Units, De manera que és el cinquè àlbum de major venda de tots els temps als EUA i entre els àlbums més venuts de tota la història darrere del Thriller de Michael Jackson en el món. Han arribat a ocupar la cambra posada en la llista de VH1 «100 Greatest Artists of Hard Rock» (Els 100 millors artistes del Rock Dur) i van ocupar el setè lloc en la llista de la MTV «Greatest Heavy Metal Band Of All Time» (Les millors bandes de Heavy Metal de tots els temps).

## Etimologia
Angus i Malcolm Young van pensar la idea del nom per a la banda, després de veure escrit «AC/DC» en la part de baix de la màquina de cosir de la seva germana Margaret. AC/DC és l'abreviació, en anglès, de «corrent altern/corrent continu» (alternating current/direct current), que indica que un dispositiu elèctric pot usar-se amb ambdós tipus de corrent. Els germans van sentir que aquest nom simbolitzava l'energia i la potència de les presentacions de la banda, i el nom va quedar.
En algunes cultures, «AC/DC» és un terme d'argot per a la bisexualitat: el grup ha dit que no eren conscients d'això fins que un taxista els va cridar l'atenció una nit després d'un concert. Algunes figures religioses han suggerit que el nom significa «Anti-Christ/Devil's Child(ren)» (Anticrist/nens del dimoni), «Anti-Christ/Devil Christ» (Anticrist/Crist diabòlic), «Anti Crist/Death to Crist» (Anticrist/mort a Crist), «After Christ/Devil Comes» (Després de Crist/ve el dimoni) i «Anti Christ/Devil Choice» (Anticrist/elecció del diable). Encara que les remors hagin persistit entre crítics que van intentar dir que era una banda satànica, també es pot destacar que el signe que hi ha al mig de les dues sigles és un llamp. El grup va negar aquestes interpretacions del seu nom, fins i tot se n'ha burlat.
«AC/DC» és pronunciada una lletra rere l'altra («ei-si-di-si» o bé «a-ce-de-ce»); no obstant això, se'ls coneix com a «acca dacca» a Austràlia. El nom ha inspirat bandes tribut, incloent-hi BC/DC, una banda canadenca; AC/DShe, un grup femení de San Francisco, i Hayseed Dixie.
El primer tribut a AC/DC peruà va ser realitzat per Vade Retro Produccions en la Conquilla Acústica de San Miguel (Lima) l'any 1998, entre altres tributs a Metallica, Iron Maiden i Kiss. Una altra banda tribut d'AC/DC peruana és Hell/Stone.
També es van guanyar un espai en el món de la informàtica, quan es va inventar un visor d'imatges anomenat ACDSee: per la similitud del nom, sense dubte és un homenatge al grup.

## Història
L'any 1974 van treure el disc High Voltage i el 1975 TNT a Austràlia, amb el material dels dos discs van treure una versió de High Voltage per als Estats Units i Gran Bretanya. Dirty Deeds Done Dirt Cheap va sortir l'any 1976, el 1977 el disc Let There Be Rock i el 1978 el Powerage. A més, aquest mateix any van treure un disc gravat en directe que captava l'essència dels concerts d'AC/DC. Finalment l'any 1979 van treure un disc que els llançaria a la fama definitivament: Highway to Hell, considerat el millor disc fins aleshores i amb xifres de vendes ja importants. El senzill del disc, el tema «Highway to Hell», s'ha convertit en un autèntic himne del rock.
El 19 de febrer de 1980 varen trobar mort Bon Scott per una intoxicació etílica greu. AC/DC es plantejaria la seva continuïtat, finalment escolliren un nou vocalista per la banda, l'anglès Brian Johnson. El primer disc que van treure després de la tragèdia va ser al mateix any 1980, el famós Back in Black, un dels discs que va marcar l'època dels vuitanta, amb més de quaranta milions de còpies venudes a tot el món, que figura en quarta posició en el rànquing de la RIIA dels discs més venuts de la història.
Aprofitant la febre d'AC/DC que havia produït Back in Black, van aprofitar per a tornar a editar discs que no s'havien llançat als Estats Units o Europa.
L'any 1981 van treure For Those About to Rock We Salute You, el 1983 Flick of the Switch, el 1984 '74 Jailbreak, el 1985 Fly on the Wall, el 1986 Who Made Who, un disc recopilatori amb motiu de la banda sonora de la pel·lícula de Stephen King (declarat fan d'AC/DC) Maximum Overdrive. Van continuar l'any 1988 amb Blow Up Your Video, el 1990 van treure The Razor's Edge, un disc que els va tornar a l'elit gràcies al tema principal, el conegut «Thunderstruck». L'any 1992 van treure un disc en directe, AC/DC Live, el 1995 van treure el disc Ballbreaker. L'últim disc d'estudi va ser Stiff Upper Lip, amb el qual van tornar al so dels seus principis. L'any 2005 van treure un disc recopilatori amb música, vídeo i imatges titulat Family Jewels, i el 2008 treuen Black Ice.

## Galeria

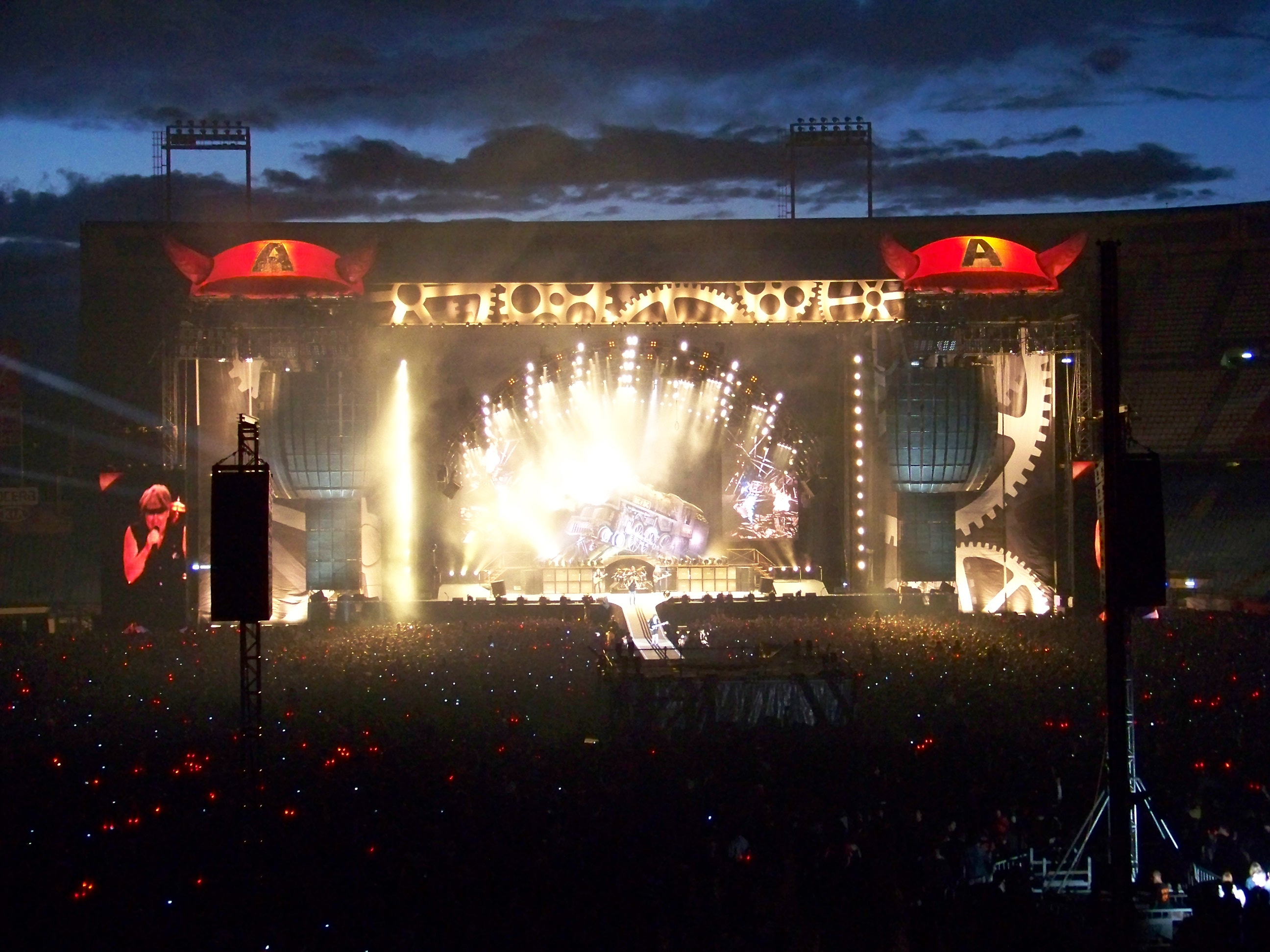
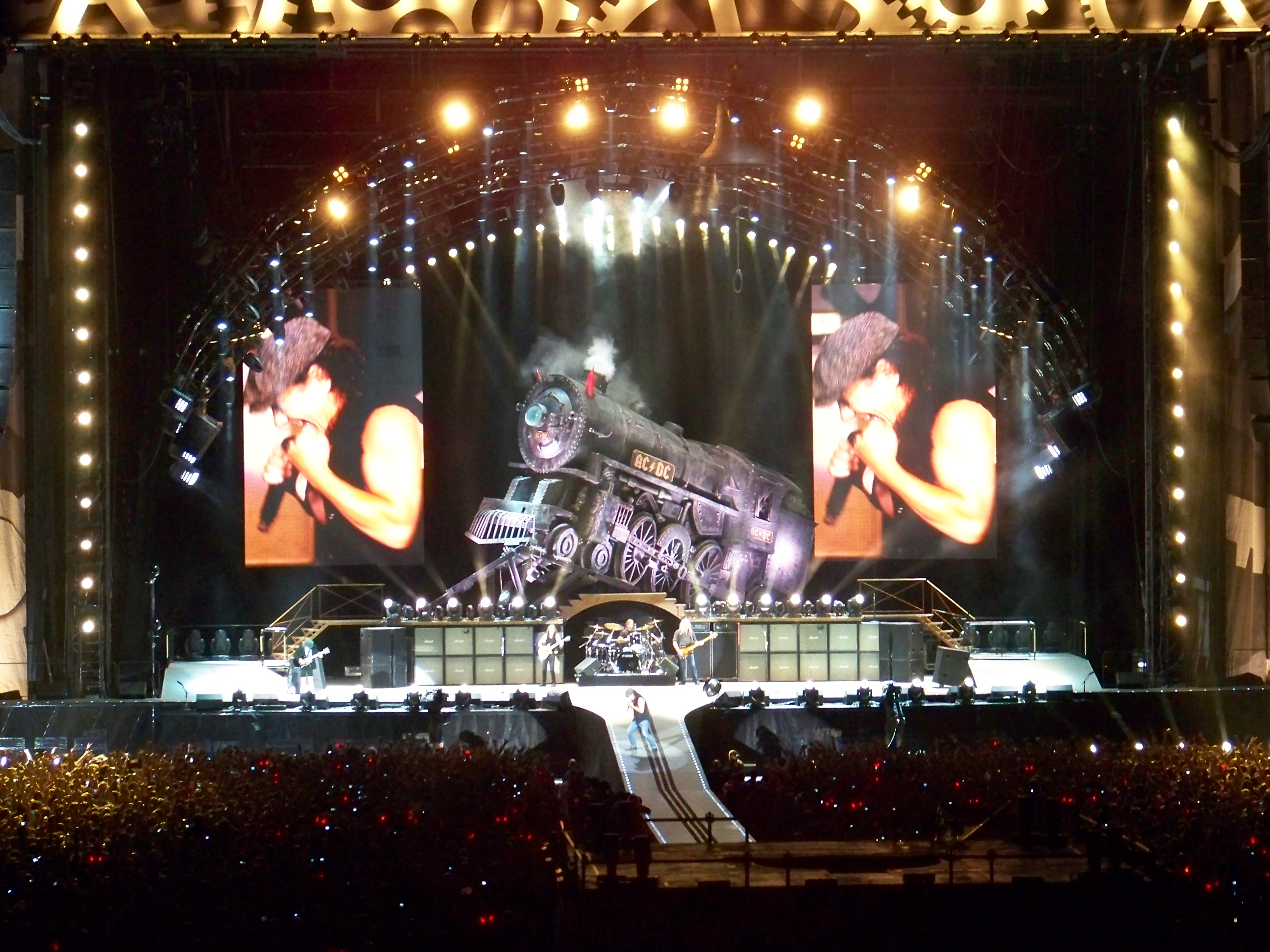
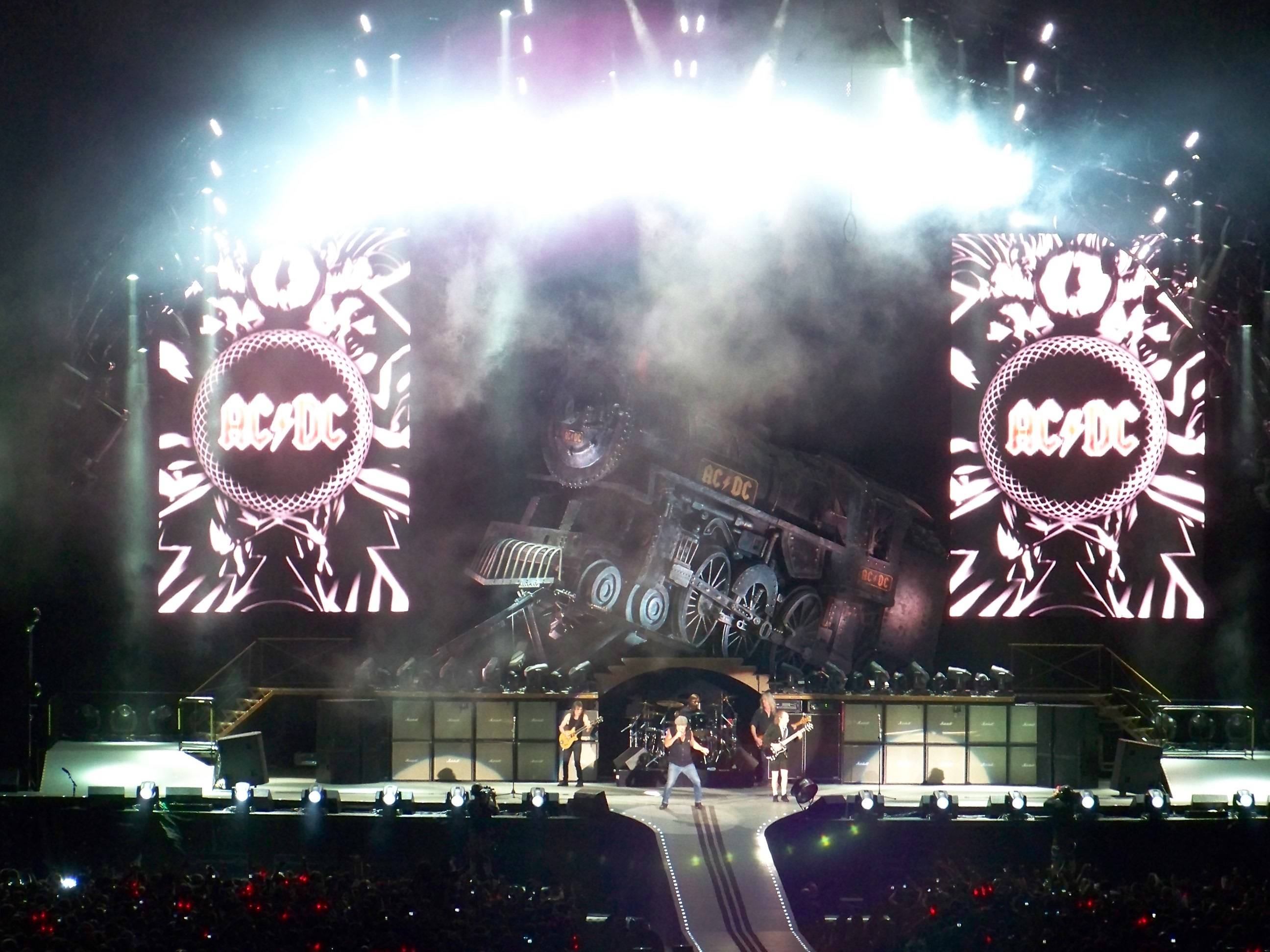
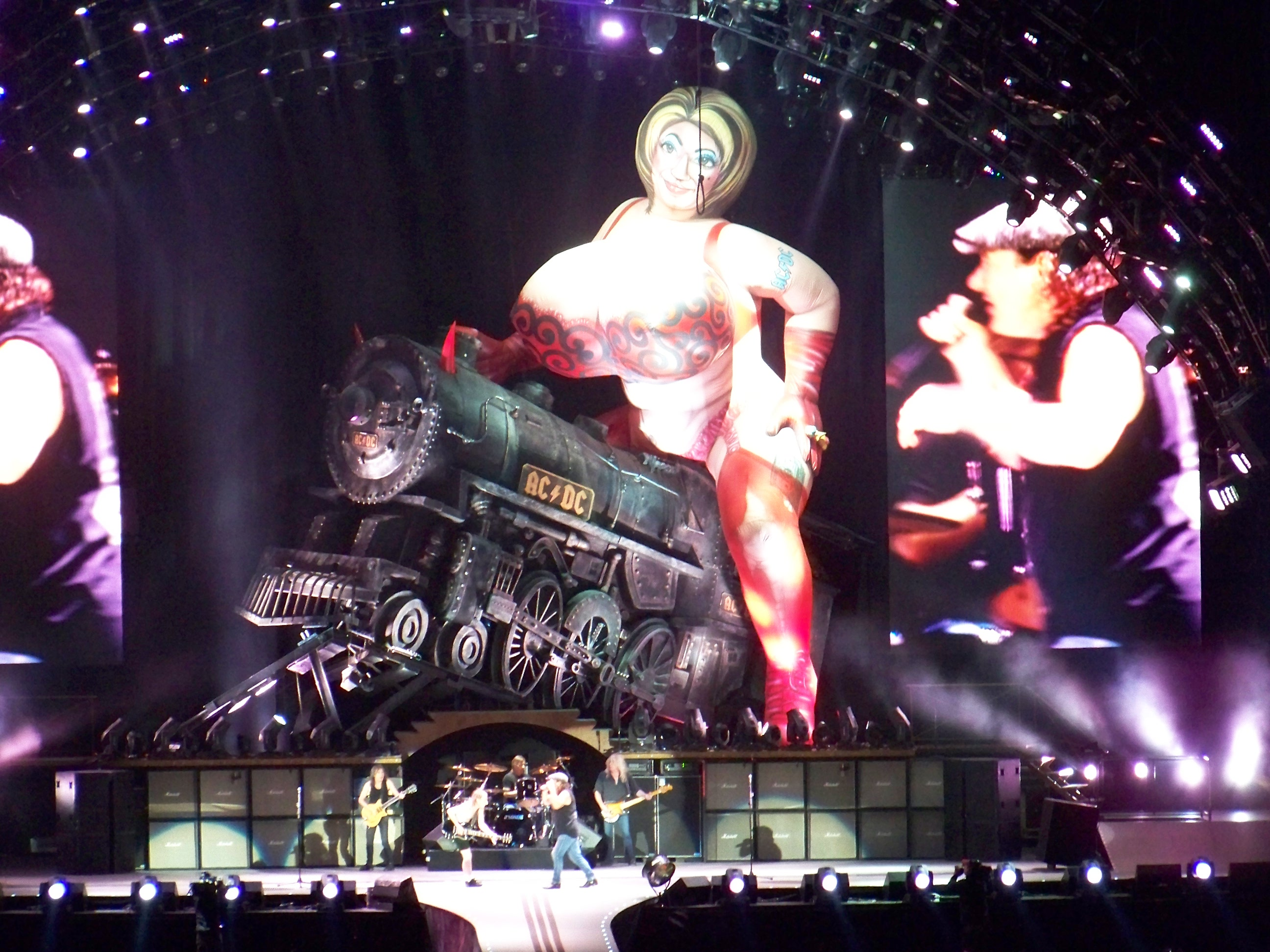

## Membres de la banda
Entre l'any 1973 i avui en dia, hi ha hagut canvis considerables en els membres de la banda, sempre però conservant els germans Young. La resta de membres han anat variant per diverses causes. Actualment (2017) el grup està format per:
- Angus Young (guitarra solista)
- Brian Johnson (vocalista)
- Cliff Williams (Baix)
- Phil Rudd (bateria)
- Stevie Young (guitarra)
- Chris Slade (Bateria)

El líder de la banda ha estat des del principi el germà petit dels Young, Angus el qual té una forta presència en concert, vesteix de colegial segons diuen perquè al principi venia del col·legi sense temps per poder-se canviar, a més també la seva forma de tocar la guitarra fent els peus d'ànec el caracteritzen com el carismàtic líder d'una de les millors bandes de rock de tots els temps.
| Any  | Guitarra principal | Guitarra rítmica, veu | Veu principal | Baix/veu         | Bateria       | Àlbum                                 |
| ---- | ------------------ | --------------------- | ------------- | ---------------- | ------------- | ------------------------------------- |
| 1973 | Angus Young        | Malcolm Young         | Dave Evans    | Larry Van Kriedt | Colin Burgess |                                       |
| 1974 | Angus Young        | Malcolm Young         | Dave Evans    | Rob Bailey       | Peter Clack   |                                       |
| 1975 | Angus Young        | Malcolm Young         | Bon Scott     | George Young     | Tony Currenti | High Voltage                          |
| 1976 | Angus Young        | Malcolm Young         | Bon Scott     | Mark Evans       | Phil Rudd     | T.N.T. + Dirty Deeds Done Dirt Cheap  |
| 1977 | Angus Young        | Malcolm Young         | Bon Scott     | Mark Evans       | Phil Rudd     | Let There Be Rock                     |
| 1978 | Angus Young        | Malcolm Young         | Bon Scott     | Cliff Williams   | Phil Rudd     | Powerage                              |
| 1979 | Angus Young        | Malcolm Young         | Bon Scott     | Cliff Williams   | Phil Rudd     | Highway To Hell                       |
| 1980 | Angus Young        | Malcolm Young         | Brian Johnson | Cliff Williams   | Phil Rudd     | Back in Black                         |
| 1981 | Angus Young        | Malcolm Young         | Brian Johnson | Cliff Williams   | Phil Rudd     | For Those About to Rock               |
| 1982 | Angus Young        | Malcolm Young         | Brian Johnson | Cliff Williams   | Phil Rudd     |                                       |
| 1983 | Angus Young        | Malcolm Young         | Brian Johnson | Cliff Williams   | Phil Rudd     | Flick of the Switch                   |
| 1984 | Angus Young        | Malcolm Young         | Brian Johnson | Cliff Williams   | Simon Wright  |                                       |
| 1985 | Angus Young        | Malcolm Young         | Brian Johnson | Cliff Williams   | Simon Wright  | Fly on the Wall                       |
| 1986 | Angus Young        | Malcolm Young         | Brian Johnson | Cliff Williams   | Simon Wright  | Who Made Who                          |
| 1987 | Angus Young        | Malcolm Young         | Brian Johnson | Cliff Williams   | Simon Wright  |                                       |
| 1988 | Angus Young        | Malcolm Young         | Brian Johnson | Cliff Williams   | Simon Wright  | Blow Up Your Video                    |
| 1989 | Angus Young        | Malcolm Young         | Brian Johnson | Cliff Williams   | Simon Wright  |                                       |
| 1990 | Angus Young        | Malcolm Young         | Brian Johnson | Cliff Williams   | Chris Slade   | The Razor's Edge                      |
| 1991 | Angus Young        | Malcolm Young         | Brian Johnson | Cliff Williams   | Chris Slade   |                                       |
| 1992 | Angus Young        | Malcolm Young         | Brian Johnson | Cliff Williams   | Chris Slade   | Live + Live: 2 CD Collector's Edition |
| 1993 | Angus Young        | Malcolm Young         | Brian Johnson | Cliff Williams   | Chris Slade   |                                       |
| 1994 | Angus Young        | Malcolm Young         | Brian Johnson | Cliff Williams   | Chris Slade   |                                       |
| 1995 | Angus Young        | Malcolm Young         | Brian Johnson | Cliff Williams   | Phil Rudd     | Ballbreaker                           |
| 1996 | Angus Young        | Malcolm Young         | Brian Johnson | Cliff Williams   | Phil Rudd     |                                       |
| 1997 | Angus Young        | Malcolm Young         | Brian Johnson | Cliff Williams   | Phil Rudd     |                                       |
| 1998 | Angus Young        | Malcolm Young         | Brian Johnson | Cliff Williams   | Phil Rudd     |                                       |
| 1999 | Angus Young        | Malcolm Young         | Brian Johnson | Cliff Williams   | Phil Rudd     |                                       |
| 2000 | Angus Young        | Malcolm Young         | Brian Johnson | Cliff Williams   | Phil Rudd     | Stiff Upper Lip                       |
| 2001 | Angus Young        | Malcolm Young         | Brian Johnson | Cliff Williams   | Phil Rudd     |                                       |
| 2002 | Angus Young        | Malcolm Young         | Brian Johnson | Cliff Williams   | Phil Rudd     |                                       |
| 2003 | Angus Young        | Malcolm Young         | Brian Johnson | Cliff Williams   | Phil Rudd     |                                       |
| 2004 | Angus Young        | Malcolm Young         | Brian Johnson | Cliff Williams   | Phil Rudd     |                                       |
| 2005 | Angus Young        | Malcolm Young         | Brian Johnson | Cliff Williams   | Phil Rudd     |                                       |
| 2006 | Angus Young        | Malcolm Young         | Brian Johnson | Cliff Williams   | Phil Rudd     |                                       |
| 2007 | Angus Young        | Malcolm Young         | Brian Johnson | Cliff Williams   | Phil Rudd     |                                       |
| 2008 | Angus Young        | Malcolm Young         | Brian Johnson | Cliff Williams   | Phil Rudd     | Black Ice                             |
| 2009 | Angus Young        | Malcolm Young         | Brian Johnson | Cliff Williams   | Phil Rudd     |                                       |
| 2010 | Angus Young        | Malcolm Young         | Brian Johnson | Cliff Williams   | Phil Rudd     |                                       |
| 2011 | Angus Young        | Malcolm Young         | Brian Johnson | Cliff Williams   | Phil Rudd     |                                       |
| 2012 | Angus Young        | Malcolm Young         | Brian Johnson | Cliff Williams   | Phil Rudd     |                                       |
| 2013 | Angus Young        | Malcolm Young         | Brian Johnson | Cliff Williams   | Phil Rudd     |                                       |
| 2014 | Angus Young        | Stevie Young          | Brian Johnson | Cliff Williams   | Phil Rudd     | Rock Or Bust                          |

## Discografia
Àlbums d'estudi
- High Voltage (1975) (només a Austràlia)
- TNT (1975) (només a Austràlia)
- High Voltage (1976) (versió internacional)
- Dirty Deeds Done Dirt Cheap (1976)
- Let There Be Rock (1977)
- Powerage (1978)
- Highway to Hell (1979)
- Back in Black (1980)
- For Those About to Rock We Salute You (1981)
- Flick of the Switch (1983)
- Fly on the Wall (1985)
- Blow Up Your Video (1988)
- The Razors Edge (1990)
- Ballbreaker (1995)
- Stiff Upper Lip (2000)
- Black Ice (2008)
- Rock or Bust (2014)
- Power Up (2020)